# Jane Rhodes

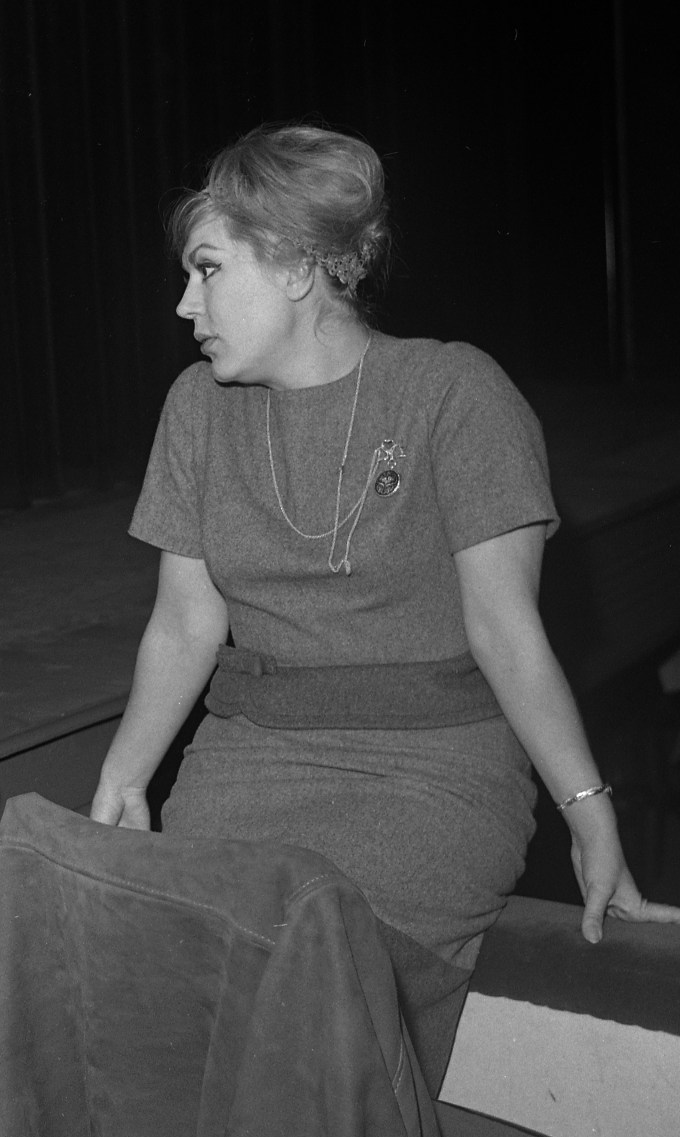

Jane Rhodes (Parijs, 13 maart 1929 - Neuilly-sur-Seine, 7 mei 2011) was een Franse mezzosopraan die bij tijd en wijle ook sopraanrollen zong.
Zij werd geprezen voor haar inzet op het podium, de ronde, koperen toon van haar stem, maar ook vanwege haar schoonheid; in de jaren vijftig kreeg zij de naam "Bardot van de Opera". Ze heeft ook verschillende rollen gecreëerd bij de wereldpremière van verschillende opera's. Ze was getrouwd met de Franse dirigent Roberto Benzi.

## Biografie
Rhodes volgde haar opleiding aan het conservatorium, maar studeerde ook theater met acteur Pierre Renoir. Haar solocarrière begon in 1953 toen ze in het Grand Theatre de Nancy de rol van Marguerite in La damnation de Faust van Hector Berlioz zong.
In 1957 nam ze de rol van Renata in L'ange de feu van Sergej Prokofjev o.l.v. Charles Bruck op voor de plaat. Deze historische opname leverde twee prijzen op. Deze prestatie werd opgemerkt door Gabriel Dussurget die haar een contract voor de Opera van Parijs aanbood, waar zij o.a. de rollen van Tosca en Salome zong. Daarna zong ze op het Festival d'Aix-en-Provence.
In 1959 zong ze Carmen van Georges Bizet in de enscenering van regisseur Raymond Rouleau, o.l.v. de dirigent Roberto Benzi, die later haar echtgenoot zou worden. Carmen werd haar favoriete rol. In 1962 werd ze door CBS gekozen voor de film The drama of Carmen o.l.v. Leonard Bernstein.
Voor de RTLN zong Rhodes de rollen van Eboli in Verdi's Don Carlos, Marguerite in La damnation de Faust in de regie van Maurice Béjart, Conception in Ravels L'heure Espagnole, en Poulencs La voix humaine. Ze creëerde de hoofdrol in de opera Les adieux van Marcel Landowski.
Met haar voorliefde voor operette zong ze in verschillende werken van Jacques Offenbach, waaronder La belle Hélène, La Périchole, La vie parisienne, La grande-duchesse de Gérolstein en Orphée aux enfers.
Hoewel ze meestal Franse opera's zong, deed ze ook een aantal opera's in het Italiaans (Don Carlos en Monteverdi's L'incoronazione di Poppea), in het Duits (Strauss' Salome) en het Engels (Purcells Dido and Aeneas).
Ook haar carrière in recitals is niet te verwaarlozen, waarin ze uitblonk in het Franse lied (Henri Duparc, Claude Debussy en Gabriel Fauré), maar ook in het Duitse (Johannes Brahms en Gustav Mahler).
Ze werd vaak gevraagd op te treden voor de radio, waaronder in de rol van Margared in Le roi d'Ys van Edouard Lalo, en op de Franse televisie.
Ze overleed op 7 mei 2011 op de leeftijd van 82 jaar in het Hôpital Américain te Parijs.